# Cederberg (bergskedja)

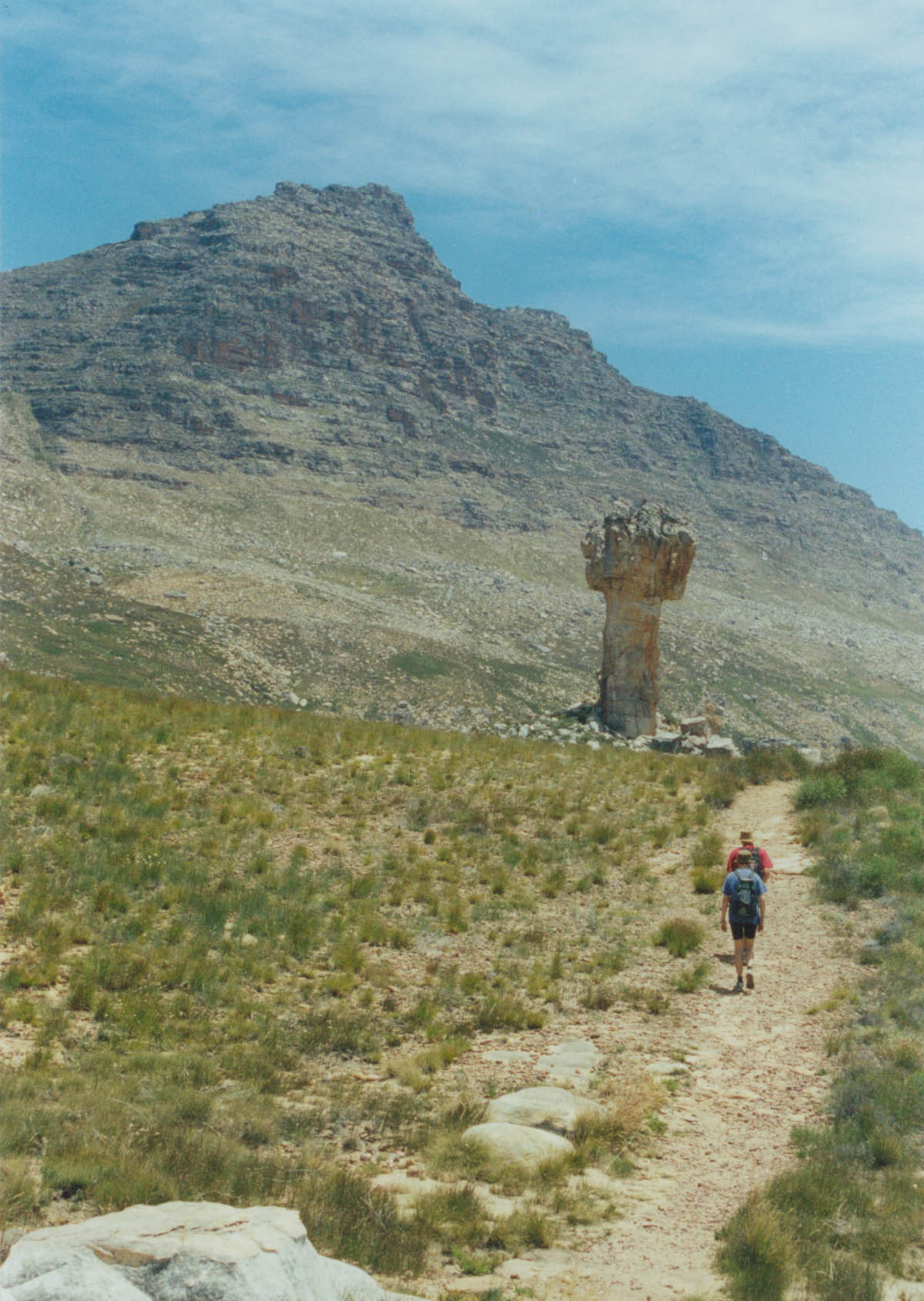
Sneeuberg, den högsta toppen i Cederberg.

Cederberg är en bergskedja i Västra Kapprovinsen i Sydafrika, cirka 25 mil nordväst om Kapstaden. Den dominerande vegetationen i området är fynbos där bland annat rooibos växer.